# John Cunningham (duchowny)
John Cunningham (ur. 22 lutego 1938 w Paisley, zm. 1 grudnia 2021) – brytyjski duchowny rzymskokatolicki, w latach 2004–2014 biskup diecezjalny Galloway.

## Życiorys
Święcenia kapłańskie przyjął 29 czerwca 1961 w swojej rodzinnej diecezji Paisley. Pracował m.in. jako wykładowca seminarium w Cardross (1967–1981), prawnikiem w szkockim trybunale kościelnym (1986–1992) oraz wikariuszem generalnym diecezji (1997–2004).
7 kwietnia 2004 papież Jan Paweł II mianował go biskupem Galloway. Sakry udzielił mu 28 maja 2004 kardynał Keith O’Brien, arcybiskup metropolita Saint Andrews i Edynburga.
22 listopada 2014 przeszedł na emeryturę.